# InteLex Past Masters Online
InteLex Past Masters Online és una base de dades d'obres filosòfiques accessible a text complet en línia duta per l'editorial Catalogue InteLex Corporation. Els documents textuals estan codificats seguit el format Text Encoding Initiative. Utilitza una plataforma XTF retocada. Fou considerada una de les millors bases de dades de l'any 2015 segons la revista Library Journal.
Conté material pertanyent a les disciplines: filosofia americana, britànica, clàssica, continental i medieval, lletres angleses, estudis de la religió, ciències socials i escriptores. I conté 170 col·leccions d'obres sobre persones com Plató i Mary Shelley. Els textos poden trobar-se de vegades en anglès i en la llengua original.
El mètode de pagament consisteix en pagar una volta més un preu anual. Aquest preu segons Bivens és baix i implica descomptes. Pel seu sistema de preus Wayne Bivens-Tatum considera que les biblioteques xicotetes poden adquirir part de les col·leccions oferides.